# Epiphragma inornatipes
Epiphragma inornatipes är en tvåvingeart som beskrevs av Alexander 1939. Epiphragma inornatipes ingår i släktet Epiphragma och familjen småharkrankar.
Artens utbredningsområde är Kuba. Inga underarter finns listade i Catalogue of Life.